# Kabinett Minghetti I
Das Kabinett Minghetti I regierte das Königreich Italien vom 24. März 1863 bis zum 28. September 1864. Es folgte dem Kabinett Farini und wurde von Ministerpräsident Marco Minghetti angeführt.

## Entstehung und Entwicklung
Minghetti war bereits unter dem erkrankten Ministerpräsidenten Luigi Carlo Farini Finanzminister gewesen und führte das Finanzministerium auch unter seiner Regierung weiter. Das Kabinett Minghetti I trat mit Ausnahme eines neuen Außenministers mit der gleichen Besetzung, wie sein Vorgängerkabinett an.
Das Kabinett Minghetti I war das fünfte Kabinett des Königreiches und wurde von der „Historischen Rechten“ (italienisch Destra storica) gestützt. Es war ein Jahr, sechs Monate und vier Tage im Amt. 
Minghetti legte sein Amt nieder, nachdem es nach der angekündigten Verlegung der italienischen Hauptstadt von Turin nach Florenz am 22. September 1864 zu  tumultartigen Protesten in Turin gekommen war, die zahlreiche Menschenleben forderten. Das Kabinett Minghetti I wurde vom Kabinett La Marmora II abgelöst. Minghetti wurde zehn Jahre nach seiner ersten Ernennung, 1873 ein weiteres Mal von König Viktor Emanuel II. zum Ministerpräsidenten ernannt.

## Minister

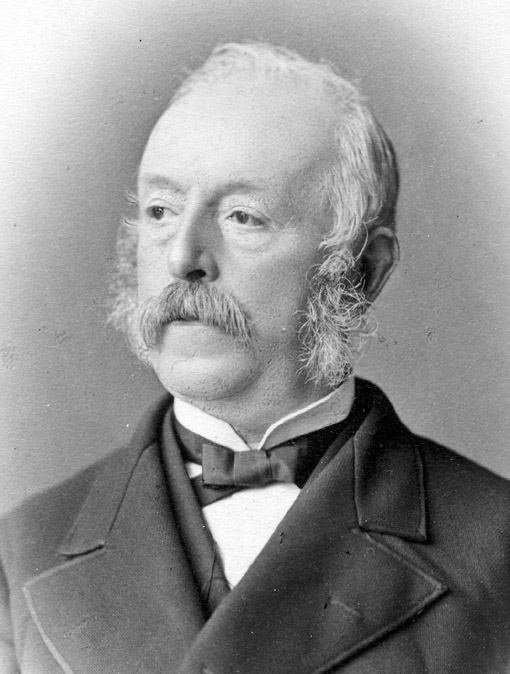
Marco Minghetti

| Ministerien                          | Name                                                                  |
| ------------------------------------ | --------------------------------------------------------------------- |
| Ministerpräsident                    | Marco Minghetti                                                       |
| Äußeres                              | Emilio Visconti-Venosta                                               |
| Inneres                              | Ubaldino Peruzzi                                                      |
| Justiz und Kirchenangelegenheiten    | Giuseppe Pisanelli                                                    |
| Krieg                                | Alessandro Della Rovere                                               |
| Marine                               | Orazio Di Negro (bis 20. April 1864) Efisio Cugia (ab 21. April 1864) |
| Finanzen                             | Marco Minghetti                                                       |
| Öffentliche Arbeiten                 | Luigi Federico Menabrea                                               |
| Bildung                              | Michele Amari                                                         |
| Landwirtschaft, Industrie und Handel | Giovanni Manna                                                        |